# Élection gouvernorale dans l'oblast d'Irkoutsk de 2015
L'élection gouvernorale dans l'oblast d'Irkoutsk de 2015 se tient le  13 septembre 2015 et le 27 septembre 2015 lors des infranationales russes afin d'élire le gouverneur de l'oblast d'Irkoutsk, l'un des oblasts de la fédération de Russie dans le district fédéral de Sibérie. Il s'agissait de la première élection depuis la réintroduction générale de l'élection directe des gouverneurs des sujets fédéraux russes en 2012. Aucun candidat n'a obtenu la majorité absolue au premier tour de scrutin et un second tour de scrutin a dû avoir lieu avec les deux candidats ayant obtenu le plus de voix. L'élection a retenu l'attention internationale car, contrairement aux attentes populaires, Sergueï Levtchenko, le candidat de l'opposition, communiste, a battu Sergueï Ierochtchenko, le candidat de Russie unie, le parti du pouvoir.

## Contexte
Le 2 mai 2012, le président russe Dmitri Medvedev, dont le mandat présidentiel prenait fin dans quelques jours, a signé une loi rétablissant les élections directes des chefs régionaux en Russie, mais la loi n'est entrée en vigueur que le 1er juin 2012. Le 18 mai, le gouverneur Mezentsev démissionne. Vladimir Poutine, redevenu président de la Russie le 7 mai, a accepté la démission anticipée de Dmitri Mezentsev le 18 mai et a nommé Sergueï Ierochtchenko, président d'Eastland Management Company LLC, au poste de gouverneur par intérim. La démission de Mezentsev avant l'entrée en vigueur de la loi sur les élections directes a reporté les élections directes du gouverneur de la région d'Irkoutsk. Le 24 mai, Poutine a soumis la candidature d'Ierochtchenko à l'examen de l'Assemblée législative et le 29 mai, deux jours avant l'entrée en vigueur de la loi électorale, les députés lors d'une session extraordinaire lui ont confié les pouvoirs de gouverneur pour 5 ans. Ierochtchenko est devenu le dernier chef d'un sujet de la Fédération de Russie nommé selon l'ancien système d'attribution des pouvoirs,,.
Les pouvoirs d’Ierochtchenko ont expiré en mai 2017, mais en mai 2015, il a démissionné prématurément et a en même temps demandé au président Poutine l’autorisation de se présenter à nouveau (dans d’autres cas, la loi l’interdit). Poutine a donné son autorisation à Ierochtchenko et l'a nommé gouverneur par intérim. Il a été noté qu'une telle nomination rend inégales les conditions de lutte pour le poste de chef de région, c'est-à-dire qu'il s'agit en fait d'une utilisation de ressources administratives,,.
Au 1er juillet 2015, 1 875 174 électeurs étaient inscrits dans l'oblast.

## Système électoral
Tous les citoyens ayant le droit de voter disposent d'une voix qu'ils peuvent accorder à l'un des candidats inscrits. Un candidat est élu s'il obtient plus de 50 % des suffrages exprimés, soit la majorité absolue . Si aucun candidat n'obtient ce nombre de voix, un second tour de scrutin sera programmé auquel participeront les deux candidats ayant obtenu le plus de voix au premier tour. Au second tour, il suffit à un candidat d’obtenir la majorité relative pour remporter l’élection. Ce cas peut se produire parce que les bulletins blancs représentent également une partie du résultat total, de sorte que les deux candidats reçoivent moins de 50 % des voix et, par exemple, 2 % sont des bulletins blancs. Au premier tour de scrutin, les bulletins vides représentent également une partie du résultat global, mais la majorité absolue y est requise, compte tenu des bulletins vides ; Si tel n'était pas le cas, Sergueï Vladimirovitch Ierochtchenko aurait obtenu la majorité absolue (sur les bulletins de vote remplis) lors de cette élection et un second tour n'aurait pas été nécessaire,.
Chaque candidat inscrit doit être composé de trois personnes qui peuvent devenir députés au Conseil de la fédération, la chambre haute du Parlement russe, si le candidat est élu. Parmi ceux-ci, le candidat élu sélectionne ensuite une personne pour représenter l'oblast au Conseil de la fédération,.
Pour qu'un candidat soit enregistré, il doit obtenir un nombre prédéterminé de signatures, en l'occurrence 257, de la part de membres des parlements locaux ou de maires. Ceux-ci doivent comprendre 40 signatures de membres des parlements locaux ou de maires des raïons et des okrougs urbains, qui représentent le premier niveau administratif en dessous de l'oblast. Les signatures doivent inclure des signatures d'au moins 32 okrougs urbains ou raïons afin que les différentes régions de l'oblast soient représentées. Les documents signés pour l'enregistrement devaient être soumis entre le 14 et le 29 juillet 2015.

## Résultats
| Candidats                | Candidats                | Partis                   | Premier tour | Premier tour | Second tour | Second tour |
| Candidats                | Candidats                | Partis                   | Voix         | %            | Voix        | %           |
| ------------------------ | ------------------------ | ------------------------ | ------------ | ------------ | ----------- | ----------- |
|                          | Sergueï Levtchenko       | KPRF                     | 270 526      | 49.60        | 18 768 639  | 58,55       |
|                          | Sergueï Ierochtchenko    | Russie unie              | 199 702      | 36.61        | 13 288 686  | 41,45       |
|                          | Larissa Iegorova         | SRZP                     | 36 872       | 6,76         |             |             |
|                          | Oleg Kouznetsov          | LDPR                     | 22 626       | 4.15         |             |             |
|                          |                          |                          |              |              |             |             |
| Suffrages exprimés       | Suffrages exprimés       | Suffrages exprimés       | 529 726      | 97.12        | 681 869     | 97,85       |
| Votes nuls               | Votes nuls               | Votes nuls               | 15 689       | 2,88         | 15 016      | 2.15        |
| Total                    | Total                    | Total                    | 545 619      | 100          | 697 153     | 100         |
| Abstention               | Abstention               | Abstention               | 1 323 832    | 70,82        | 1 176 114   | 62,78       |
| Inscrits / participation | Inscrits / participation | Inscrits / participation | 1 869 451    | 29,18        | 1 873 267   | 37.22       |

## Analyses
L'élection fut considérée comme un revers important pour Russie unie et Vladimir Poutine.